# De neuitat (Star Trek: Voyager)
„De neuitat” (titlu original: „Unforgettable”) este al 22-lea episod din al patrulea sezon al serialului TV american științifico-fantastic Star Trek: Voyager și al 90-lea în total. A avut premiera la 22 aprilie 1998 pe canalul UPN.

## Prezentare
Kellin, o femeie extraterestră de pe o navă camuflată cere să vorbească cu Chakotay, spunându-i pe nume, și solicită azil pe Voyager.

## Actori ocazionali
- Virginia Madsen - Kellin
- Michael Canavan - Curneth